# Saurauia prainiana
Saurauia prainiana är en tvåhjärtbladig växtart som beskrevs av Buscalioni. Saurauia prainiana ingår i släktet Saurauia och familjen Actinidiaceae. Utöver nominatformen finns också underarten 